# Internationaux de Tennis de Toulouse
Gli Internationaux de Tennis de Toulouse sono un torneo professionistico maschile di tennis facente parte dell'ATP Challenger Tour. Si tengono dal 2022 sui campi in terra rossa dello Stade Toulousain Tennis Club di Tolosa, in Francia. L'evento era stato inaugurato nel 2018 come torneo del circuito ITF, dopo l'edizione del 2019 gli organizzatori intendevano trasformarlo in un torneo Challenger e hanno dovuto aspettare il 2022, a causa dell'annullamento delle edizioni 2020 e 2021 per la pandemia di COVID-19.

## Albo d'oro

### Singolare
| Anno | Campione         | Finalista      | Punteggio        |
| ---- | ---------------- | -------------- | ---------------- |
| 2023 | Non disputato    | Non disputato  | Non disputato    |
| 2022 | Kimmer Coppejans | Maxime Janvier | 6(8)–7, 6–4, 6–3 |

### Doppio
| Anno | Campioni                    | Finalisti                     | Punteggio     |
| ---- | --------------------------- | ----------------------------- | ------------- |
| 2023 | Non disputato               | Non disputato                 | Non disputato |
| 2022 | Maxime Janvier Malek Jaziri | Théo Arribagé Titouan Droguet | 6–3, 7–6(5)   |